# Фессенден, Стерлинг
Стерлинг Фессенден (англ. Sterling Fessenden; 29 сентября 1875, Форт-Фэрфилд, штат Мэн, США — 1 февраля 1944, Шанхай) — американский адвокат, председатель Муниципального совета в Шанхае с 1923 по 1929 год.

## Биография
Стерлинг Фессенден родился 29 сентября 1875 года в городе Форт-Фэрфилд, штат Мэн в США. В 1896 году он получил диплом юриста в колледже Боудуин, а в 1903 году отправился в Шанхай, чтобы устроиться на работу в юридическую фирму. В 1905 году он вместе с партнерами открыл собственную контору.
В 1920 году Фессенден был избран членом Совета попечителей при Муниципальном совете Международного сеттльмента в Шанхае, а в 1923 году стал председателем Муниципального совета.
В 1927 году Фессенден принял активное участие в переговорах с Чан Кайши о мирном вступлении Национальной революционной армии в Шанхай, а позднее в планировании и организации резни китайских коммунистов.
В 1929 году Фессенден покинул пост председателя и стал исполнительным директором Промышленного комитета.
В 1938 году он был избран на должность генерального секретаря Муниципального совета, но вскоре японские оккупационные власти потребовали его отставки, так как подозревали, что Фессенден участвует в антияпонском заговоре. 30 июня 1939 года Фессенден подал в отставку, сославшись на глазную болезнь.
В 1941 году, когда США вступили в войну против Японии, японские власти вынудили Фессендена перебраться в квартал, где обитали русские, попавшие в Шанхай после Гражданской войны. Вскоре Фессенден окончательно ослеп, и за ним ухаживал китайский слуга. Фессенден умер 1 февраля 1944 года в Шанхае.